# 시라카타촌 (가가와현)
시라카타촌(일본어: 白方村)은 일본 가가와현 나카타도군에 설치된 촌이다.

## 참고 문헌
- 角川日本地名大辞典編纂委員会, 『角川日本地名大辞典 43 香川県』, 1985, 角川書店